# Station Nordstemmen
Station Nordstemmen (Bahnhof Nordstemmen) is een spoorwegstation in de Duitse plaats Nordstemmen, in de deelstaat Nedersaksen. Het station ligt aan de spoorlijnen Hannover - Kassel en Lehrte - Nordstemmen. Het stationsgebouw was een ontwerp van Conrad Wilhelm Hase (1853-1854), de beroemdste Duitse architect der neogotiek, maar wordt sinds 1977 niet meer gebruikt door de Deutsche Bundesbahn en zijn opvolger Deutsche Bahn.De aannemer Dirk Bettels uit Hildesheim heeft vanaf 2011 tevergeefs geprobeerd het monumentale pand te kopen en te renoveren met publiek geld. De werkzaamheden die door Dirk Bettels waren begonnen zijn eind maart 2013 gestaakt omdat er geen contract was getekend door de Deutsche Bahn.

## Locatie
Het station ligt aan de spoorlijnen Hannover - Kassel en Lehrte - Nordstemmen. De spoorlijn Hannover - Kassel werd voor treinverkeer van Hannover via Nordstemmen naar Alfeld geopend op 1 mei 1853, dus in de tijd van het Koninkrijk Hannover. De lijn van Nordstemmen naar Hildesheim werd geopend door de Königlich Hannöversche Staatseisenbahnen op 15 september 1853. Na de opening van de spoorlijn Elze - Löhne door de Hannover-Altenbekener Eisenbahn-Gesellschaft (HAE) voor vrachtverkeer op 19 mei 1875 en voor reizigersverkeer op 30 juni 1875 was er doorgaand treinverkeer Hildesheim - Hamelen - Löhne mogelijk. De HAE bouwde een tweede spoor tussen Elze en Hildesheim om het extra verkeer te verwerken. Op 1 januari 1880 werd de lijn genationaliseerd door de overheid van Pruisen. Deze had alle spoorwegen van Hannover overgenomen na de Duitse Oorlog en de annexatie van het Koninkrijk Hannover, dat deze oorlog had verloren. Een spoorlijn liep van Nordstemmen naar Rössing door de plaats Lauenstadt naar de molen Calenberg in Schulenburg. De suikerfabriek in Nordstemmen werd in 1865 opgericht en kreeg zijn eigen zijlijn.
In 1896 was er een plan voor een 22,3 kilometer lange meterspoorlijn van Nordstemmen via Barnten, Schulenburg, Adensen, Hallerburg, Alferde, Eldagsen en Alvesrode naar Springe, welke gebruikt zou worden voor zowel reizigers- als goederentreinen. De meterspoorlijn zou 100.000 reizigers en 30.000 ton vracht per jaar vervoeren (inclusief de suikerbieten voor de suikerfabriek in Nordstemmen). De bouw van de meterspoorlijn ging niet door, omdat de inwoners van Eldagsen, onder wie veel boeren, geen spoorlijn wilden door hun dorp en landerijen.
Sinds de opening van de hogesnelheidslijn Hannover - Würzburg in 1991, nam het doorgaande treinverkeer door Nordstemmen sterk af. Vandaag de dag rijdt er elk uur een trein van metronom tussen Uelzen, Hannover en Göttingen. Naast de goederentreinen, rijden er nog enkele Intercity's van de Deutsche Bahn door station Nordstemmen en stoppen hier ook. Tevens is er elk uur nog een regionale stoptrein van NordWestBahn tussen Hildesheim en Löhne.

## Stationsgebied

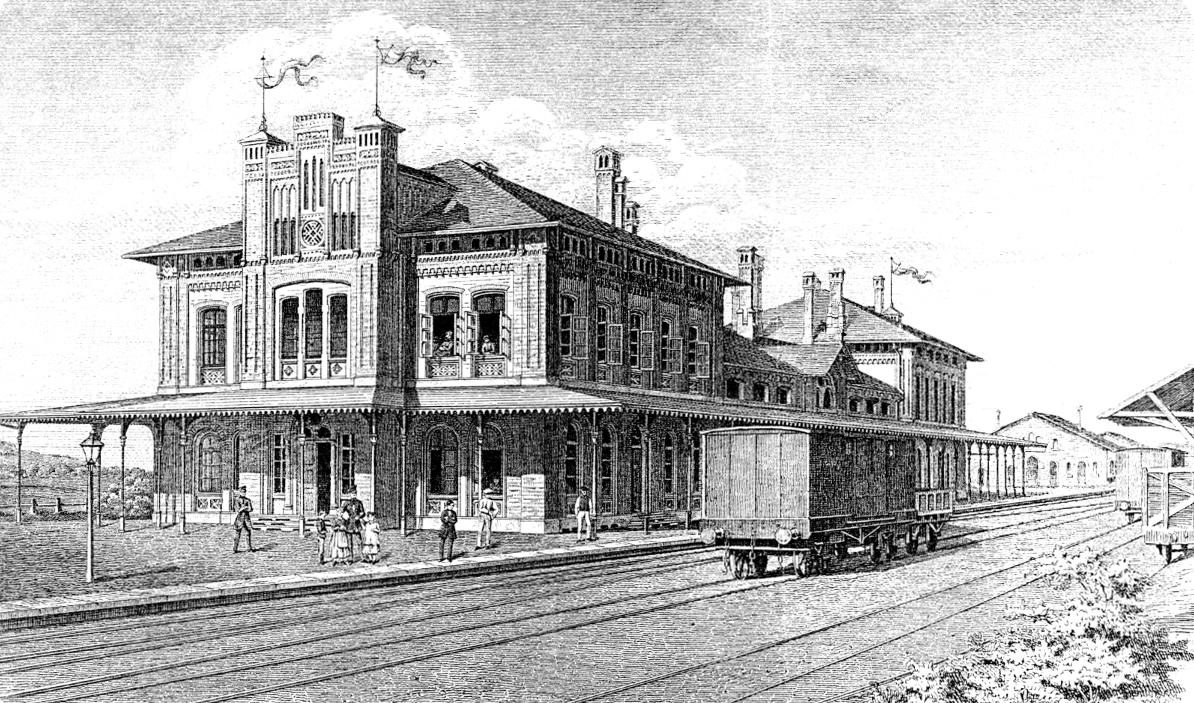
Het stationsgebouw in 1861, getekend door Julius Rasch

Het stationsgebouw  staat ten noorden van Nordstemmen langs de weg naar Rössing. De spoorlijn liep langs het dorp richting het westen naar Elze. Er waren vier onbeveiligde overwegen ten zuiden van het station in 1853, welke toegang boden naar het Ooibos Nordstemmen Holz in het westen en via een touwbrug, die niet meer bestaat, naar Schulenburg. De weg welke nu onderdeel is van de K505 naar Adensen werd aangelegd in 1935.
Station Nordstemmen was in eerste instantie geopend als doorgaand station langs de spoorlijn van Hannover naar Alfeld op 1 mei 1853. Met de opening van de lijn naar Hildesheim door de Koninklijke Hannoverse staatsspoorwegen op 15 september 1853, werd het station een knooppunt. Het stationsgebouw kwam tussen de beide spoorlijnen te staan op een eilandperron zonder een directe verbinding met de weg (vorkstation). De spoorwegen in die tijd vervoerden naast reizigers ook geregistreerde bagage, vracht, post, pakketten en telegrammen. Het gebouw op het eilandperron werd in 1853 als voordeel beschouwd, zodat de treinen uit elke richting langs het stationsgebouw stopten. Hierdoor kon bagage eenvoudig worden overgeladen van de ene trein naar de andere zonder een spoor te hoeven oversteken.

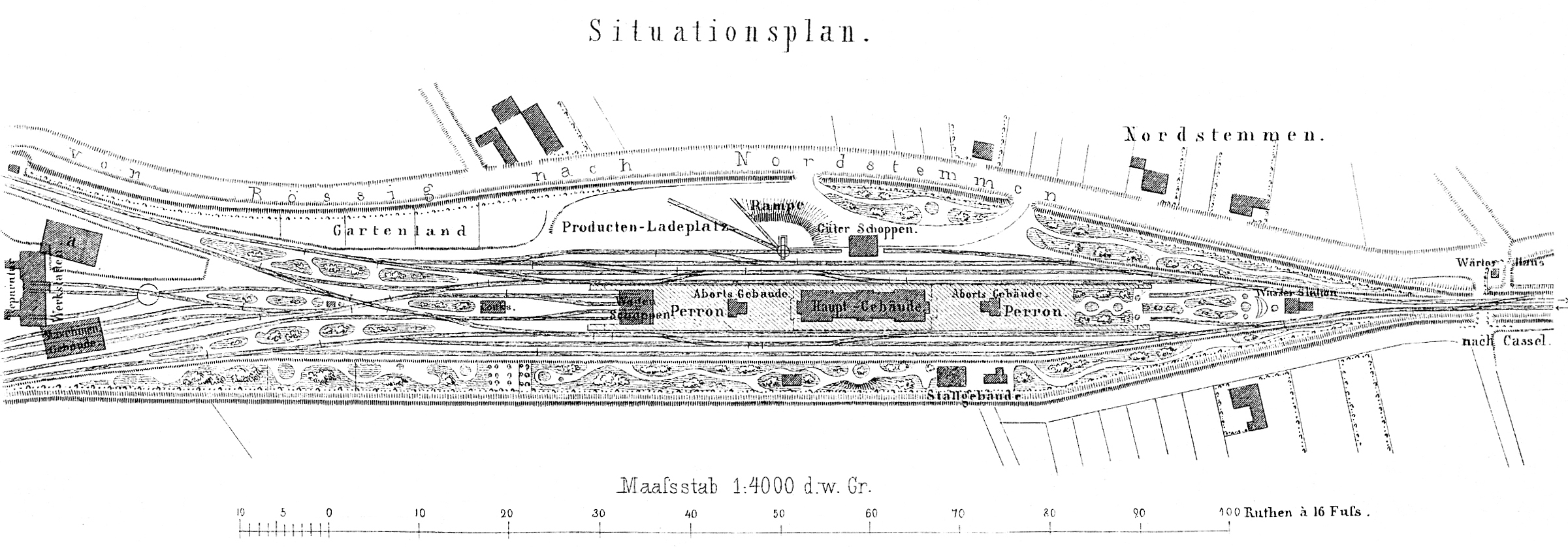
Kaart van station Nordstemmen in 1861. Het was toen nog onderdeel van de Koninklijke Hannoverse Staatsspoorwegen.

In 1853 had het station enkele gebouwen rond de sporen. De toegang tot het station was via een overpad, dat was beveiligd met slagbomen; hiernaast stond het huisje van de overwegwachter. Reizigers werden van het station naar hun eindbestemming vervoerd per paard-en-wagen.
Het station breidde uit met diverse gebouwen. Het was een van de grootste werkgevers van Nordstemmen: een stationschef, een kassier, een stagiair, drie telegrafisten, een magazijnmanager, twee man wagenpersoneel, twee treinladers, een kruier, zeven rangeerders en een assistent werkte op het station in 1878.
Nordstemmen had vijf schaapskooien en was een bestemming van herders en handelaren welke zelfs uit Nederland kwamen om hier schapen te verhandelen. Het station had een laadperron en bakstenen stallen. Wanneer op de juiste manier hekken werden geplaatst, konden de schapen direct van de stallen via het perron naar de wagons lopen.

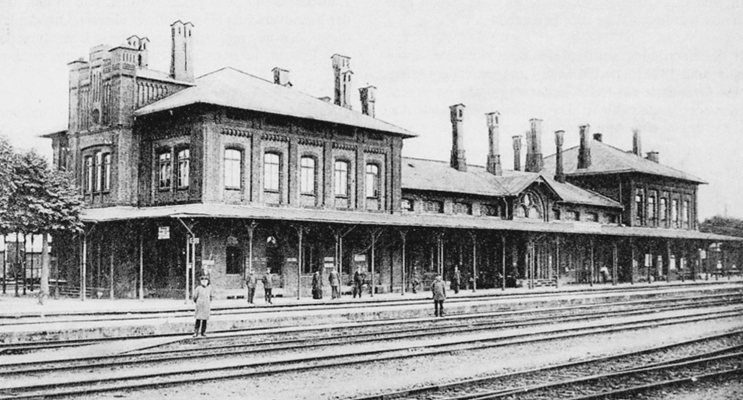
Historische foto van het stationsgebouw rond 1861

In 1870 hadden de sporen ten noorden van het station een overweg, welke leidde naar de suikerfabriek, en aan de zuidkant naar de straat Marienbergstraße. In 1871 werd er een ijspakhuis ten oosten van de sporen voor de stationsrestauratie gebouwd.
Veel spoorwerkers kwamen in Nordstemmen wonen waardoor het boerendorp zich uitbreidde richting het station.

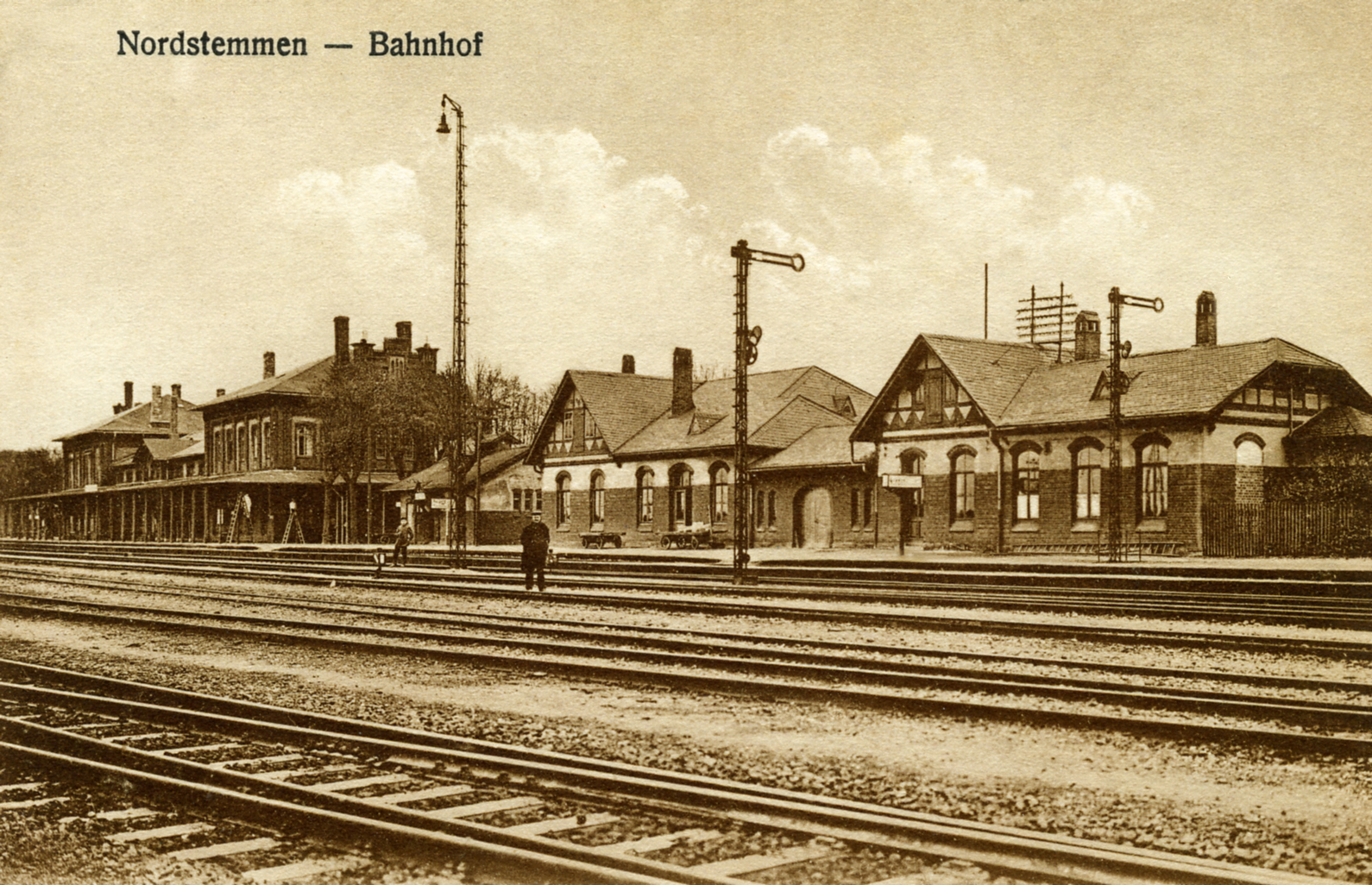
Ansichtkaart van het westen van het station, genomen na 1908. Van links naar recht, het stationsgebouw, het sanitaire gebouw en de zuidelijke wagenloods.

De voormalige koning George V van Hannover liet een koetshuis bouwen ten noorden van het stationsgebouw op het terrein tussen de twee spoorlijnen. Dit koetshuis is bewaard gebleven. Het werd gebruikt voor de exploitatie door de Deutsche Bahn en ten noorden ervan is er een parkeerterrein gekomen, dat te bereiken is vanaf de L410.
Tussen 1905 en 1908 werd een langgerekte wagenloods gebouwd ten zuiden van het station ter vervanging van een kleinere wagenloods, waarvan het noordelijke gedeelte gebruikt wordt voor de verzending van expresgoederen en het zuidelijke deel voor postafhandeling. Deze wagenloods is bewaard gebleven en heeft een monumentale status gekregen. Tot het einde van de twintigste eeuw werd het noordelijke deel werd  gebruikt als loket en als wachtruimte tot het depot compleet gesloten was. Het terrein van de wagenloods was niet  meer openbaar toegankelijk sinds 2007. In 2012 en 2013 werd het depot  gerenoveerd in het kader van het werkverschaffingsproject Quaß  en het gebouw werd omgebouwd tot werkplaats voor de renovatie van het stationsgebouw.

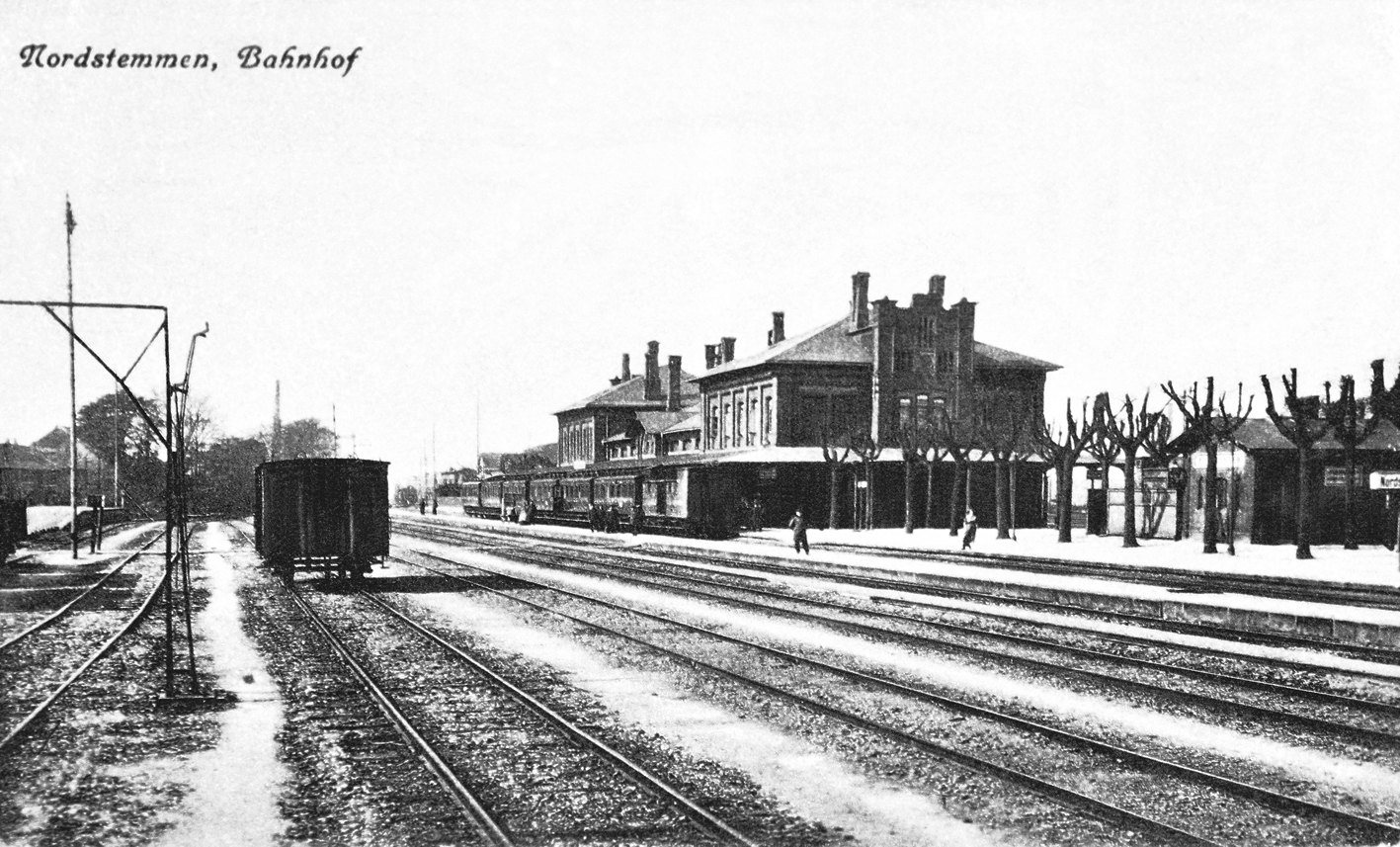
Ansichtkaart van rond 1915, kijkend vanuit het oosten.

Deze wagenloods en het stationsgebouw waren tot 1914 vanaf de hoofdweg te bereiken via een bewaakte overweg ten zuiden van de wagenloods. Sinds 1914 is er een tunnel die een veilige toegang biedt tot de wagenloods, het toiletgebouw en het stationsgebouw.
Tot ongeveer 1970,  bevond het zakelijke centrum van Nordstemmen zich langs de hoofdweg (nu L410), dit verplaatste zich naar de nieuwe woonwijken in het centrum en ten zuidoosten van Nordstemmen.
Tussen 1961 en 1963  werden portalen geplaatst in Nordstemmen voor de elektrificatie van de Noord-Zuidlijn (tussen Hannover en Würzburg). De eerste elektrische trein reed tussen Hannover en Eichenberg op 26 mei 1963 en van Nordstemmen via Hildesheim naar Lehrte op 29 mei 1965.
Tot wel 420 treinen reden dagelijks door het station in 1980. Dit veroorzaakte lange wachttijden bij de overwegen. Deze werden vervangen in 1981 en 1982 door een brug in de regionale weg K505 naar Adensen en een voetgangerstunnel ten zuiden van het stationsgebouw.
Het stationsgebied werd voor het laatst verbouwd in 2006 voor €3,8 miljoen. De nieuwe perrons van de sporen 1,2 en 3 zijn verhoogd naar 76 centimeter en werden 190 meter lang, spoor 11 is 55 centimeter hoog en 90 meter lang. De perrons zijn aangepast aan de treinen die er gebruik van maken en bieden een drempelloze instap naar de trein, hierdoor zijn de treinen toegankelijk voor minder validen. De perrons kregen tevens ribbeltegels voor slechtzienden, transparante abri's, banken en prullenbakken. Nieuwe omroepinstallaties, verlichting, radiografische klokken, vertrekdisplays en nieuwe lichtseinen completeerden de renovatie. Het station kreeg hellingbanen voor invaliden en bestrating in de tunnel naar de straat Hauptstraße. Parallel naast de werkzaamheden van Deutsche Bahn investeerde de gemeente Nordstemmen € 4,3 miljoen in de stationsomgeving. In het kader hiervan werd het voormalige goederenemplacement geasfalteerd voor een Parkeer en Reis-terrein, een fietsenstalling en een bushalte. Het parkeerterrein is te bereiken via een voetgangerstunnel vanaf de perrons. De deelstaat Nedersaksen betaalde ongeveer €3 miljoen voor de werkzaamheden, en de Duitse federale overheid betaalde ongeveer € 5,5 miljoen van de totale kosten van ongeveer €8 miljoen.

## Verbindingen

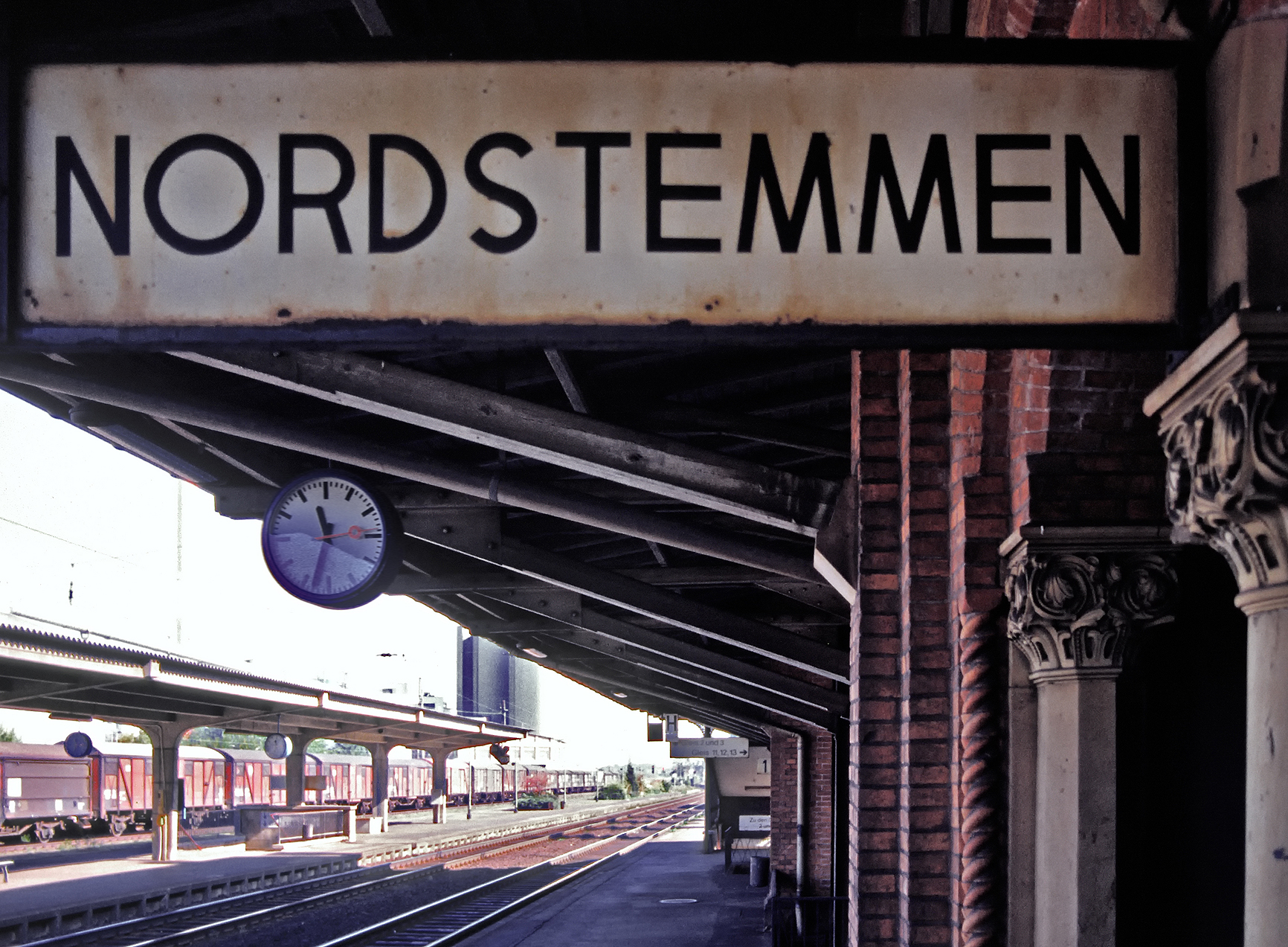
Spoor 1 in september 1993

Het station wordt bediend door treinen van metronom tussen Uelzen, Hannover en Göttingen, en door treinen van NordWestBahn tussen Hildesheim, Hameln, Löhne en Bünde. Daarnaast stoppen er enkele Intercity's in Nordstemmen wanneer deze niet via de HSL rijden maar via de oude spoorlijn tussen Hannover en Kassel.
| Serie | Treinsoort                  | Route | Bijzonderheden                                          |
| ----- | --------------------------- | --- | ------------------------------------------------------- |
| RE 2  | Regional-Express (metronom) | Uelzen – Celle – Hannover Hbf – Nordstemmen – Elze (Han) – Alfeld (Leine) – Kreiensen – Northeim (Han) – Göttingen |                                                         |
| RB 77 | Regionalbahn (NordWestBahn) | Bünde (Westf) – Löhne (Westf) – Hamelen – Nordstemmen – Hildesheim Hbf                                             | Weser-Bahn 1x per twee uur in het weekend Bünde - Löhne |

## Stationsgebouw en de geplande renovatie

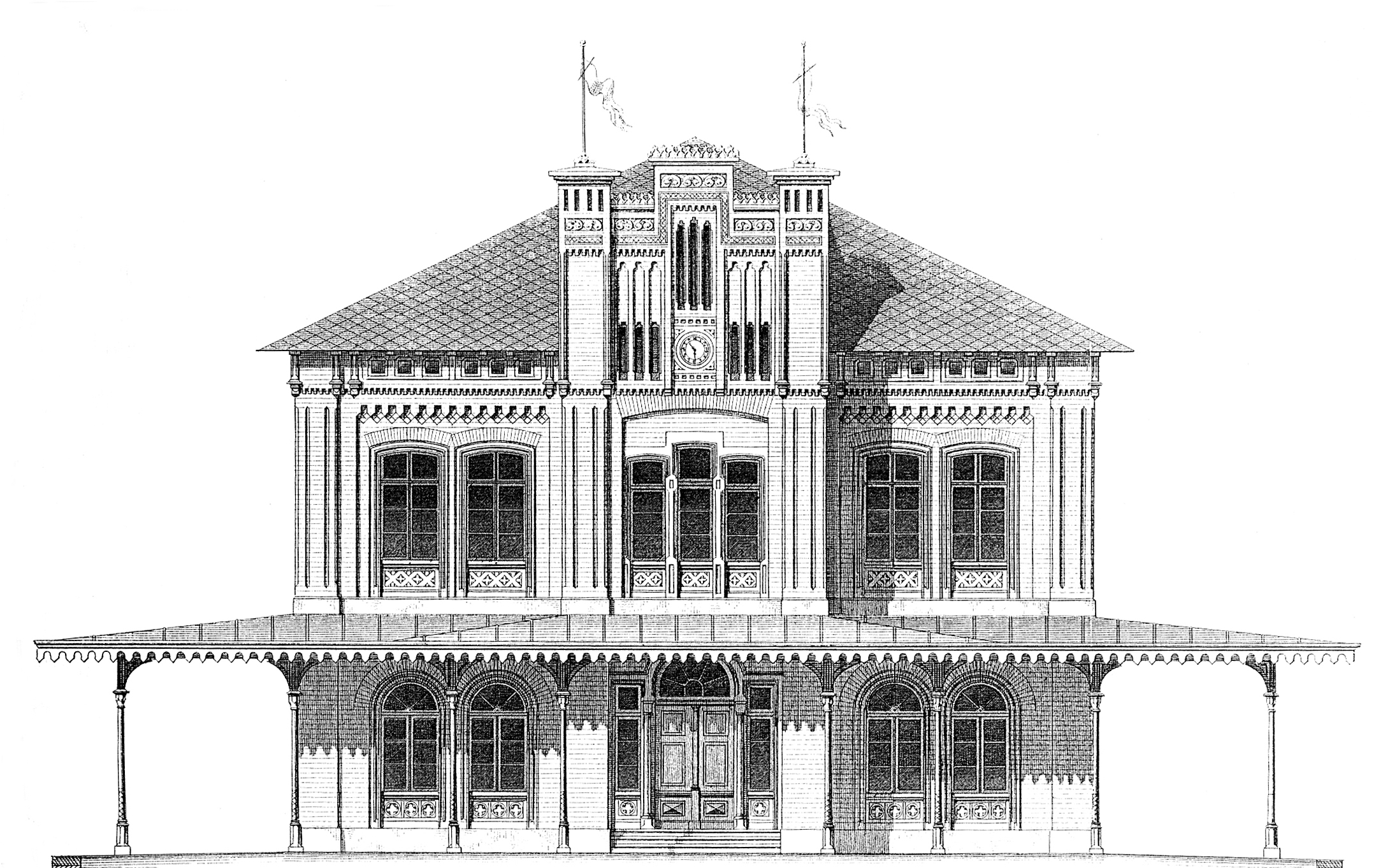
Deze zijde van het gebouw was gereserveerd voor de koning, het gaat hier om de zuidkant van het gebouw. Getekend door Conrad Wilhelm Hase.

Het stationsgebouw is gebouwd in 1853 en 1854 door de aannemer Bahr naar een ontwerp van de architect Julius Rasch en later van de architect Conrad Wilhelm Hase. Julius Rasch was in die tijd directeur bouwzaken van de Koninklijke Hannoverse Staatsspoorwegen.
Conrad Wilhelm Hase ontwierp het stationsgebouw in een mix van de stijlen Baksteenromaans en Baksteengotiek in neostijl. Hij gebruikte bakstenen in diverse kleuren met voornamelijk de primaire kleuren rood en geel. De plattegrond van het gebouw is symmetrisch op zowel de lengte als de breedteas.
Een brede één verdieping tellende centraal gedeelte met een zadeldak heeft een rechthoekige basis. Aan de noord- en zuidzijde zijn er twee, meerdere verdiepingen tellende, hoekgebouwen met een tentdak met een vierkante basis. De twee hoekgebouwen hebben uitstekende hoekgevels met aan hun voorzijden en 12 meter hoge blinde gevels die zijn omgeven door pilaren en torens die hoger zijn dan de gevels zelf. In totaal heeft het stationsgebouw  een lengte van 63,38 meter, een breedte van 15,8 meter  en een oppervlakte van 1.080 m² en een bouwvolume van 12.000 m³.

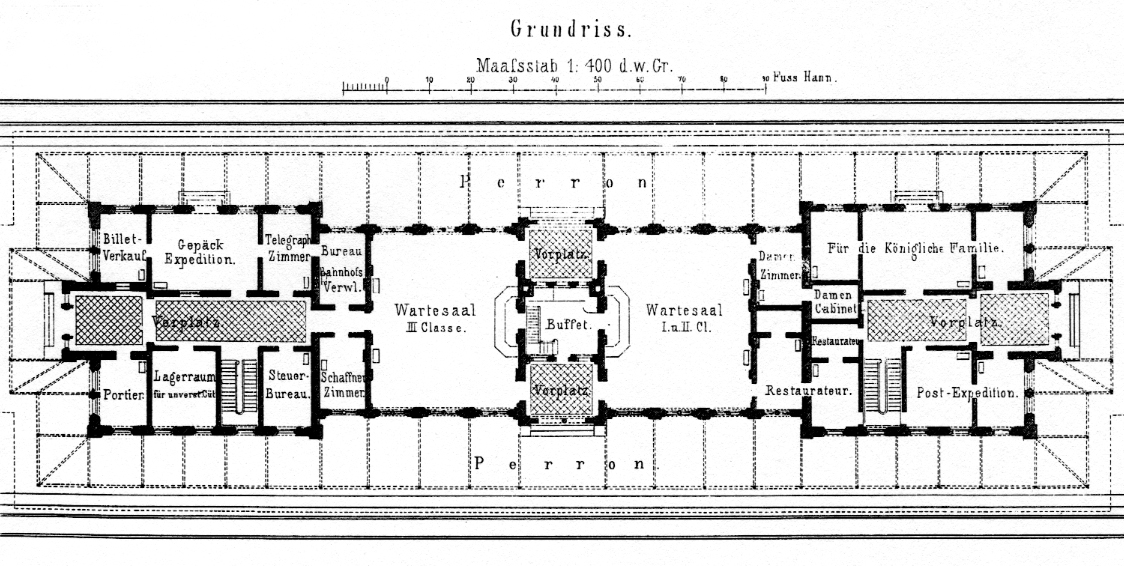
Plattegrond van het stationsgebouw inclusief de indeling van de ruimtes, gepubliceerd door Adolf Funk in 1861.

In 1977 verhuisde de Deutsche Bundesbahn haar lokale kantoor van Nordstemmen naar station Elze (Han). Het stationsgebouw was niet langer meer nodig en werd voor reizigers gesloten in 1988. Het meubilair, de ramen en het originele glas is niet behouden gebleven.

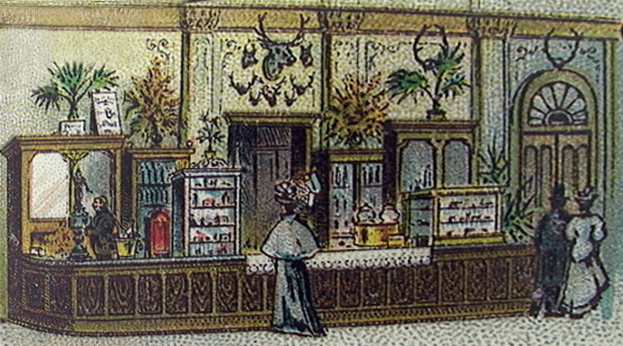
De neogotische derde klas wachtruimte in het stationsgebouw ontworpen door Conrad Wilhelm Hase rond 1900

In 2000 werden de kenmerkende schoorstenen, die de vorm van het station bepaalden, verwijderd wegens vergroot instortingsgevaar. De ramen en de deuren werden met spaanplaten afgedekt om vandalisme te voorkomen. In juli 2001 werd er brand gesticht in het midden van het gebouw. Alleen delen van het dak werden beschadigd.

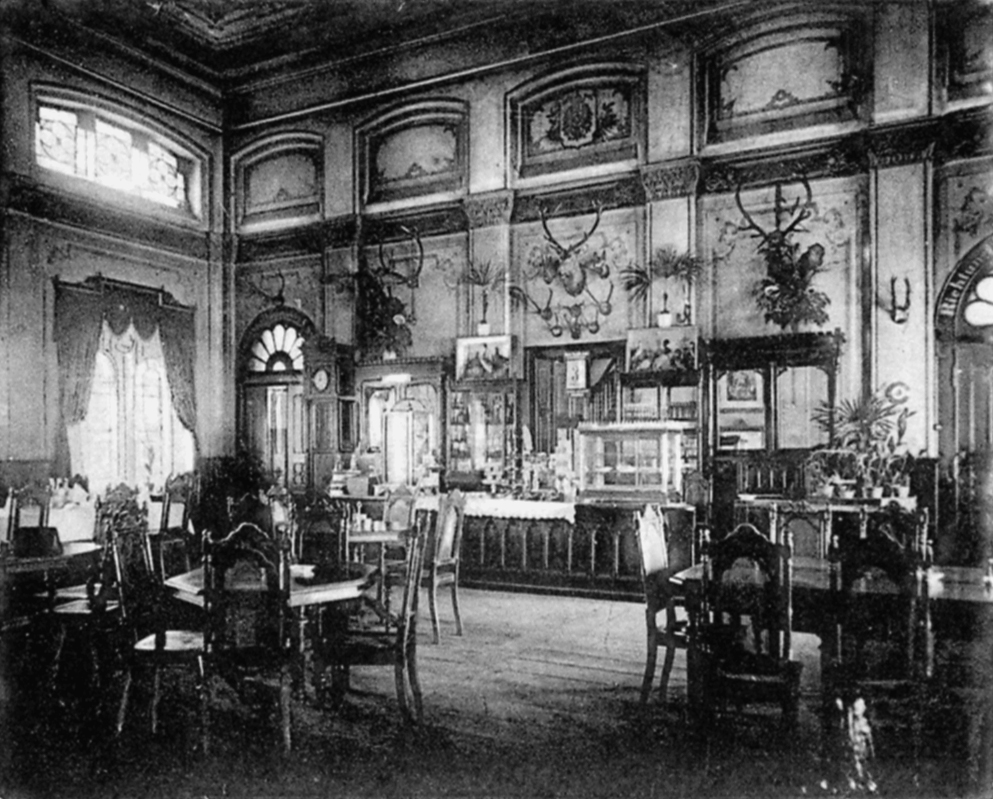
De neogotische eerste en tweede klas wachtruimte in het stationsgebouw naar ontwerp van Conrad Wilhelm Hase in 1914

In 2002 en 2003 werd het gebouw onderzocht op de fysieke gesteldheid en de mate van schade. In de constructie van het gebouw bleek dat het hout was geïnfecteerd met de schimmel echte huiszwam, wat zorgde voor ernstige verslechtering van het dak en de houten constructie. Bijna het hele gebouw leed onder de schimmel. De eerder afgesloten ramen werden vervangen door roosters, het plafond werd ondersteund omdat er kans was op instorting en het dak kreeg een nieuwe dakbedekking. Omdat er geen koper was gevonden voor het monumentale gebouw, heeft de Deutsche Bahn aan de Eisenbahn-Bundesamt in Hannover in de zomer van 2005 gevraagd of het pand gesloopt mocht worden. De Deutsche Bahn wil het gebouw vervangen door een moderner variant, die voldoet aan de eisen van deze tijd.
Begin 2025 is door de Duitse regering een plan goedgekeurd, (zie: https://www.leinetal24.de/lokales/nordstemmen/meilenstein-fuer-nordstemmer-bahnhofsgebaeude-erreicht-93504650.html) dat erin voorziet, het gebouw voorzichtig te demonteren, en een eind verderop weer op te bouwen; mogelijk zal het gebouw een aan zijn architect, Conrad Wilhelm Hase, gewijd museum gaan huisvesten.